# Suðurkjördæmi

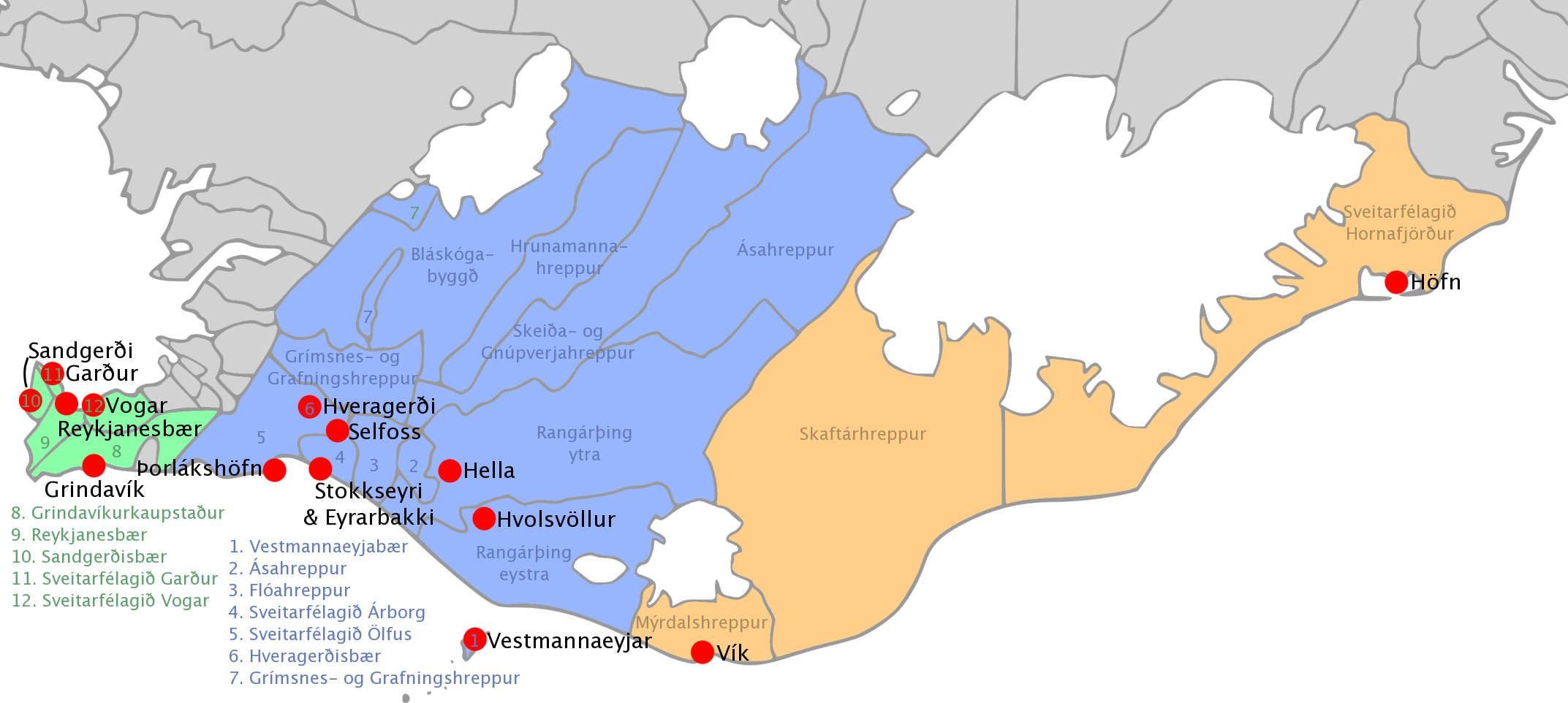
Circonscription de Suðurkjördæmi

Suðurkjördæmi (ou Sud) est une des six circonscriptions électorales en Islande.

## Description géographique et démographique
Cette circonscription comprend la partie sud de l'Islande. Depuis 2007, la circonscription dispose de 10 sièges à l'Alþing. Cette circonscription a été instaurée par la réforme constitutionnelle de 1999 et les premières élections législatives ont eu lieu dans cette circonscription en 2003.
D'après le recensement de 2007, la population de cette circonscription est de 30.597 habitants.

## Municipalités
Hornafjörður, Skaftárhreppur, Mýrdalshreppur, Rangárþing eystra, Rangárþing ytra, Ásahreppur, Vestmannaeyjar, Flóahreppur, Árborg, Skeiða- og Gnúpverjahreppur, Hrunamannahreppur, Bláskógabyggð, Grímsnes- og Grafningshreppur, Hveragerði, Ölfus, Grindavíkurbær, Sandgerði, Garður, Reykjanesbær et Vogar

## Élections

### 2024
| Parti                  | Parti                                | Voix   | %     | +/-   | Sièges | +/-           | A.S.c. |
| ---------------------- | ------------------------------------ | ------ | ----- | ----- | ------ | ------------- | ------ |
|                        | Parti du peuple (F)                  | 6 354  | 19,96 | 7,05  | 2      | 1             | -      |
|                        | Parti de l'indépendance (D)          | 6 233  | 19,58 | 4,97  | 2      | 1             | -      |
|                        | L'Alliance (S)                       | 5 519  | 17,34 | 9,70  | 2      | 1             | -      |
|                        | Parti du centre (M)                  | 4 322  | 13,58 | 6,15  | 1      | en stagnation | -      |
|                        | Parti du progrès (B)                 | 3 806  | 11,96 | 11,97 | 1      | 2             | +1     |
|                        | Parti de la réforme (C)              | 3 571  | 11,22 | 5,01  | 1      | 1             | -      |
|                        | Parti socialiste islandais (J)       | 773    | 2,43  | 1,25  | 0      | en stagnation | -      |
|                        | Parti pirate (P)                     | 422    | 1,33  | 4,26  | 0      | en stagnation | -      |
|                        | Mouvement des verts et de gauche (V) | 421    | 1,32  | 6,08  | 0      | en stagnation | -      |
|                        | Parti démocrate (L)                  | 406    | 1,28  | Nv.   | 0      | en stagnation | -      |
|                        |                                      |        |       |       |        |               |        |
| Suffrages exprimés     | Suffrages exprimés                   | 31 827 | 98,58 |       |        |               |        |
| Votes blancs et nuls   | Votes blancs et nuls                 | 458    | 1,42  |       |        |               |        |
| Total                  | Total                                | 32 285 | 100   | -     | 9      | en stagnation | 1      |
| Abstention             | Abstention                           | 8 717  | 21,26 |       |        |               |        |
| Inscrits/Participation | Inscrits/Participation               | 41 002 | 78,74 |       |        |               |        |

| Parti | Parti | Députés                                                 |
| ----- | ----- | ------------------------------------------------------- |
|       | F     | - Ásthildur Lóa Þórsdóttir - Sigurður Helgi Pálmason    |
|       | D     | - Guðrún Hafsteinsdóttir - Vilhjálmur Árnason           |
|       | S     | - Ása Berglind Hjálmarsdóttir - Víðir Reynisson         |
|       | M     | - Karl Gauti Hjaltason                                  |
|       | B     | - Halla Hrund Logadóttir - Sigurður Ingi Jóhannsson (C) |
|       | C     | - Guðbrandur Einarsson                                  |

### 2021
| Partis                 | Partis                               | Voix   | %     | +/−  | Sièges | +/−           | A.S.c. |
| ---------------------- | ------------------------------------ | ------ | ----- | ---- | ------ | ------------- | ------ |
|                        | Parti de l'indépendance (D)          | 7 296  | 24,55 | 0,61 | 3      | en stagnation | -      |
|                        | Parti du progrès (B)                 | 7 111  | 23,93 | 5,29 | 3      | 1             | -      |
|                        | Parti du peuple (F)                  | 3 837  | 12,91 | 3,96 | 1      | en stagnation | -      |
|                        | L'Alliance (S)                       | 2 270  | 7,64  | 1,95 | 1      | en stagnation | -      |
|                        | Parti du centre (M)                  | 2 207  | 7,43  | 6,83 | 1      | en stagnation | -      |
|                        | Mouvement des verts et de gauche (V) | 2 200  | 7,40  | 4,44 | 0      | 1             | -      |
|                        | Parti de la réforme (C)              | 1 845  | 6,21  | 3,11 | 0      | en stagnation | +1     |
|                        | Parti pirate (P)                     | 1 660  | 5,59  | 1,48 | 0      | en stagnation | -      |
|                        | Parti socialiste islandais (J)       | 1 094  | 3,68  | Nv.  | 0      | en stagnation | -      |
|                        | Parti libéral-démocrate (O)          | 193    | 0,65  | Nv.  | 0      | en stagnation | -      |
|                        |                                      |        |       |      |        |               |        |
| Votes valides          | Votes valides                        | 29 713 | 97,80 |      |        |               |        |
| Votes blancs et nuls   | Votes blancs et nuls                 | 668    | 2,20  |      |        |               |        |
| Total                  | Total                                | 30 381 | 100   | -    | 9      | en stagnation | 1      |
| Abstentions            | Abstentions                          | 8 043  | 20,93 |      |        |               |        |
| Inscrits/Participation | Inscrits/Participation               | 38 424 | 79,07 |      |        |               |        |

| Parti | Parti | Députés                                                                                |
| ----- | ----- | -------------------------------------------------------------------------------------- |
|       | D     | - Ásmundur Friðriksson - Guðrún Hafsteinsdóttir - Vilhjálmur Árnason                   |
|       | B     | - Hafdís Hrönn Hafsteinsdóttir - Jóhann Friðrik Friðriksson - Sigurður Ingi Jóhannsson |
|       | F     | - Ásthildur Lóa Þórsdóttir                                                             |
|       | S     | - Oddný Harðardóttir                                                                   |
|       | M     | - Birgir Þórarinsson                                                                   |
|       | C     | - Guðbrandur Einarsson (C)                                                             |

### 2017
| Partis                 | Partis                               | Voix   | %     | +/−  | Sièges | +/−           | A.S.c. |
| ---------------------- | ------------------------------------ | ------ | ----- | ---- | ------ | ------------- | ------ |
|                        | Parti de l'indépendance (D)          | 7 058  | 25,16 | 6,34 | 3      | 1             | -      |
|                        | Parti du progrès (B)                 | 5 231  | 18,64 | 0,44 | 2      | en stagnation | -      |
|                        | Parti du centre (M)                  | 4 000  | 14,26 | Nv.  | 1      | 1             | -      |
|                        | Mouvement des verts et de gauche (V) | 3 321  | 11,84 | 1,66 | 1      | en stagnation | -      |
|                        | L'Alliance (S)                       | 2 691  | 9,59  | 3,20 | 1      | 1             | -      |
|                        | Parti du peuple (F)                  | 2 510  | 8,95  | 5,35 | 1      | 1             | -      |
|                        | Parti pirate (Þ)                     | 1 985  | 7,07  | 5,73 | 0      | 1             | +1     |
|                        | Parti de la réforme (C)              | 871    | 3,10  | 4,24 | 0      | 1             | -      |
|                        | Avenir radieux (A)                   | 289    | 1,03  | 4,76 | 0      | en stagnation | -      |
|                        | Aube (T)                             | 101    | 0,36  | 1,90 | 0      | en stagnation | -      |
|                        |                                      |        |       |      |        |               |        |
| Votes valides          | Votes valides                        | 28 057 | 97,04 |      |        |               |        |
| Votes blancs et nuls   | Votes blancs et nuls                 | 857    | 2,96  |      |        |               |        |
| Total                  | Total                                | 28 914 | 100   | -    | 9      | en stagnation | 1      |
| Abstentions            | Abstentions                          | 7 229  | 20,00 |      |        |               |        |
| Inscrits/Participation | Inscrits/Participation               | 36 143 | 80,00 |      |        |               |        |

| Parti | Parti | Députés                                                      |
| ----- | ----- | ------------------------------------------------------------ |
|       | D     | - Ásmundur Friðriksson - Páll Magnússon - Vilhjálmur Árnason |
|       | B     | - Sigurður Ingi Jóhannsson - Silja Dögg Gunnarsdóttir        |
|       | M     | - Birgir Þórarinsson                                         |
|       | V     | - Ari Trausti Guðmundsson                                    |
|       | S     | - Oddný Harðardóttir                                         |
|       | F     | - Karl Gauti Hjaltason                                       |
|       | Þ     | - Smári McCarthy (C)                                         |

### 2016
| Parti                  | Parti                                | Voix   | %     | +/-   | Sièges | +/-           | A.S.c. |
| ---------------------- | ------------------------------------ | ------ | ----- | ----- | ------ | ------------- | ------ |
|                        | Parti de l'indépendance (D)          | 8 509  | 31,50 | 3,25  | 4      | en stagnation | -      |
|                        | Parti du progrès (B)                 | 5 154  | 19,08 | 15,38 | 2      | 2             | -      |
|                        | Parti pirate (Þ)                     | 3 458  | 12,80 | 8,08  | 1      | 1             | -      |
|                        | Mouvement des verts et de gauche (V) | 2 751  | 10,18 | 4,30  | 1      | 1             | -      |
|                        | Parti de la réforme (C)              | 1 983  | 7,34  | Nv.   | 1      | 1             | -      |
|                        | L'Alliance (S)                       | 1 725  | 6,39  | 3,24  | 0      | 1             | +1     |
|                        | Avenir radieux (A)                   | 1 565  | 5,79  | 1,32  | 0      | en stagnation | -      |
|                        | Parti du peuple (F)                  | 973    | 3,60  | Nv.   | 0      | en stagnation | -      |
|                        | Aube (T)                             | 611    | 2,26  | 1,10  | 0      | en stagnation | -      |
|                        | Front national islandais (E)         | 213    | 0,79  | Nv.   | 0      | en stagnation | -      |
|                        | Front populaire islandais (R)        | 74     | 0,27  | Nv.   | 0      | en stagnation | -      |
|                        |                                      |        |       |       |        |               |        |
| Suffrages exprimés     | Suffrages exprimés                   | 27 016 | 97,08 |       |        |               |        |
| Votes blancs et nuls   | Votes blancs et nuls                 | 812    | 2,92  |       |        |               |        |
| Total                  | Total                                | 27 828 | 100   | -     | 9      | en stagnation | 1      |
| Abstention             | Abstention                           | 7 608  | 21,47 |       |        |               |        |
| Inscrits/Participation | Inscrits/Participation               | 35 436 | 78,53 |       |        |               |        |

| Parti | Parti | Députés                                                                                |
| ----- | ----- | -------------------------------------------------------------------------------------- |
|       | D     | - Ásmundur Friðriksson - Páll Magnússon - Unnur Brá Konráðsdóttir - Vilhjálmur Árnason |
|       | B     | - Sigurður Ingi Jóhannsson - Silja Dögg Gunnarsdóttir                                  |
|       | Þ     | - Smári McCarthy                                                                       |
|       | V     | - Ari Trausti Guðmundsson                                                              |
|       | C     | - Jóna Sólveig Elínardóttir                                                            |
|       | S     | - Oddný Harðardóttir (C)                                                               |

### 2013
|                        | Parti du progrès (B)                 | 9 265  | 34,46 | 22,91 | 4 | 3             | -  |  |  |  |  |  |  |  |  |  |
|                        | Parti de l'indépendance (D)          | 7 596  | 28,25 | 0,61  | 4 | 1             | -  |  |  |  |  |  |  |  |  |  |
|                        | L'Alliance (S)                       | 2 734  | 10,17 | 22,00 | 1 | 2             | -  |  |  |  |  |  |  |  |  |  |
|                        | Mouvement des verts et de gauche (V) | 1 582  | 5,88  | 11,52 | 0 | 2             | -  |  |  |  |  |  |  |  |  |  |
|                        | Parti pirate (Þ)                     | 1 269  | 4,72  | Nv.   | 0 | en stagnation | -  |  |  |  |  |  |  |  |  |  |
|                        | Avenir radieux (A)                   | 1 202  | 4,47  | Nv.   | 0 | en stagnation | +1 |  |  |  |  |  |  |  |  |  |
|                        | Aube (T)                             | 904    | 3,36  | Nv.   | 0 | en stagnation | -  |  |  |  |  |  |  |  |  |  |
|                        | Parti des ménages (I)                | 786    | 2,92  | Nv.   | 0 | en stagnation | -  |  |  |  |  |  |  |  |  |  |
|                        | Mouvement Vert de droite (G)         | 703    | 2,61  | Nv.   | 0 | en stagnation | -  |  |  |  |  |  |  |  |  |  |
|                        | Parti démocrate (L)                  | 431    | 1,60  | Nv.   | 0 | en stagnation | -  |  |  |  |  |  |  |  |  |  |
|                        | Arc-en-ciel (J)                      | 412    | 1,53  | Nv.   | 0 | en stagnation | -  |  |  |  |  |  |  |  |  |  |
|                        |                                      |        |       |       |   |               |    |  |  |  |  |  |  |  |  |  |
| Suffrages exprimés     | Suffrages exprimés                   | 26 884 | 97,65 |       |   |               |    |  |  |  |  |  |  |  |  |  |
| Votes blancs et nuls   | Votes blancs et nuls                 | 647    | 2,35  |       |   |               |    |  |  |  |  |  |  |  |  |  |
| Total                  | Total                                | 27 531 | 100   | -     | 9 | 1             | 1  |  |  |  |  |  |  |  |  |  |
| Abstention             | Abstention                           | 6 088  | 18,11 |       |   |               |    |  |  |  |  |  |  |  |  |  |
| Inscrits/Participation | Inscrits/Participation               | 33 619 | 81,89 |       |   |               |    |  |  |  |  |  |  |  |  |  |

| Parti | Parti | Députés                                                                                            |
| ----- | ----- | -------------------------------------------------------------------------------------------------- |
|       | B     | - Haraldur Einarsson - Páll Jóhann Pálsson - Sigurður Ingi Jóhannsson - Silja Dögg Gunnarsdóttir   |
|       | D     | - Ásmundur Friðriksson - Ragnheiður Elín Árnadóttir - Unnur Brá Konráðsdóttir - Vilhjálmur Árnason |
|       | S     | - Oddný Harðardóttir                                                                               |
|       | A     | - Páll Valur Björnsson (C)                                                                         |

### 2009
|                        | L'Alliance (S)                       | 7 541  | 27,97 | 1,21 | 3 | 1             | -  |  |  |  |  |  |  |  |  |  |
|                        | Parti de l'indépendance (D)          | 7 073  | 26,23 | 9,74 | 3 | 1             | -  |  |  |  |  |  |  |  |  |  |
|                        | Parti du progrès (B)                 | 5 390  | 19,99 | 1,27 | 2 | en stagnation | -  |  |  |  |  |  |  |  |  |  |
|                        | Mouvement des verts et de gauche (V) | 4 615  | 17,11 | 7,26 | 1 | en stagnation | -  |  |  |  |  |  |  |  |  |  |
|                        | Mouvement des citoyens (O)           | 1 381  | 5,12  | Nv.  | 0 | en stagnation | +1 |  |  |  |  |  |  |  |  |  |
|                        | Parti libéral (F)                    | 838    | 3,11  | 3,88 | 0 | en stagnation | -  |  |  |  |  |  |  |  |  |  |
|                        | Mouvement pour la démocratie (P)     | 127    | 0,47  | Nv.  | 0 | en stagnation | -  |  |  |  |  |  |  |  |  |  |
|                        |                                      |        |       |      |   |               |    |  |  |  |  |  |  |  |  |  |
| Suffrages exprimés     | Suffrages exprimés                   | 26 965 | 96,89 |      |   |               |    |  |  |  |  |  |  |  |  |  |
| Votes blancs et nuls   | Votes blancs et nuls                 | 866    | 3,11  |      |   |               |    |  |  |  |  |  |  |  |  |  |
| Total                  | Total                                | 27 831 | 100   | -    | 9 | en stagnation | 1  |  |  |  |  |  |  |  |  |  |
| Abstention             | Abstention                           | 4 651  | 14,32 |      |   |               |    |  |  |  |  |  |  |  |  |  |
| Inscrits/Participation | Inscrits/Participation               | 32 482 | 85,68 |      |   |               |    |  |  |  |  |  |  |  |  |  |

| Parti | Parti | Députés                                                               |
| ----- | ----- | --------------------------------------------------------------------- |
|       | S     | - Björgvin G. Sigurðsson - Oddný G. Harðardóttir - Róbert Marshall    |
|       | D     | - Ragnheiður Elín Árnadóttir - Árni Johnsen - Unnur Brá Konráðsdóttir |
|       | B     | - Sigurður Ingi Jóhannsson - Eygló Þóra Harðardóttir                  |
|       | V     | - Atli Gíslason                                                       |
|       | O     | - Margrét Tryggadóttir (C)                                            |

### 2007
|                        | Parti de l'indépendance (D)             | 9 120  | 35,97 | 6,78 | 4 | 1             | -  |  |  |  |  |  |  |  |  |  |
|                        | L'Alliance (S)                          | 6 783  | 26,76 | 2,91 | 2 | 1             | -  |  |  |  |  |  |  |  |  |  |
|                        | Parti du progrès (B)                    | 4 745  | 18,72 | 4,99 | 2 | en stagnation | -  |  |  |  |  |  |  |  |  |  |
|                        | Mouvement des verts et de gauche (V)    | 2 498  | 9,85  | 5,19 | 1 | 1             | -  |  |  |  |  |  |  |  |  |  |
|                        | Parti libéral (F)                       | 1 771  | 6,99  | 1,75 | 0 | 1             | +1 |  |  |  |  |  |  |  |  |  |
|                        | Mouvement islandais - Terre vivante (I) | 435    | 1,72  | Nv.  | 0 | en stagnation | -  |  |  |  |  |  |  |  |  |  |
|                        |                                         |        |       |      |   |               |    |  |  |  |  |  |  |  |  |  |
| Suffrages exprimés     | Suffrages exprimés                      | 25 352 | 98,31 |      |   |               |    |  |  |  |  |  |  |  |  |  |
| Votes blancs et nuls   | Votes blancs et nuls                    | 437    | 1,69  |      |   |               |    |  |  |  |  |  |  |  |  |  |
| Total                  | Total                                   | 25 789 | 100   | -    | 9 | en stagnation | 1  |  |  |  |  |  |  |  |  |  |
| Abstention             | Abstention                              | 4 803  | 15,70 |      |   |               |    |  |  |  |  |  |  |  |  |  |
| Inscrits/Participation | Inscrits/Participation                  | 30 592 | 84,30 |      |   |               |    |  |  |  |  |  |  |  |  |  |

| Parti | Parti | Députés                                                                  |
| ----- | ----- | ------------------------------------------------------------------------ |
|       | D     | - Árni Johnsen - Árni Mathiesen - Björk Guðjónsdóttir - Kjartan Ólafsson |
|       | S     | - Björgvin G. Sigurðsson - Lúðvík Bergvinsson                            |
|       | B     | - Bjarni Harðarson - Guðni Ágústsson                                     |
|       | V     | - Atli Gíslason                                                          |
|       | F     | - Grétar Mar Jónsson (C)                                                 |

### 2003
| Parti                  | Parti                                | Voix   | %     | +/-  | Sièges | +/-           | A.S.c. |
| ---------------------- | ------------------------------------ | ------ | ----- | ---- | ------ | ------------- | ------ |
|                        | L'Alliance (S)                       | 7 426  | 29,67 | 0,94 | 3      | 2             | +1     |
|                        | Parti de l'indépendance (D)          | 7 307  | 29,19 | 6,83 | 3      | 1             | -      |
|                        | Parti du progrès (B)                 | 5 934  | 23,71 | 5,47 | 2      | en stagnation | -      |
|                        | Parti libéral (F)                    | 2 188  | 8,74  | 5,89 | 1      | 1             | -      |
|                        | Mouvement des verts et de gauche (V) | 1 167  | 4,66  | 1,78 | 0      | en stagnation | -      |
|                        | Nouvelle Force (N)                   | 166    | 0,66  | Nv.  | 0      | en stagnation | -      |
|                        | Indépendants                         | 844    | 3,37  | -    | 0      | -             |        |
|                        |                                      |        |       |      |        |               |        |
| Suffrages exprimés     | Suffrages exprimés                   | 25 032 | 98,77 |      |        |               |        |
| Votes blancs et nuls   | Votes blancs et nuls                 | 311    | 1,23  |      |        |               |        |
| Total                  | Total                                | 25 343 | 100   | -    | 9      | 4             | 1      |
| Abstention             | Abstention                           | 3 001  | 10,59 |      |        |               |        |
| Inscrits/Participation | Inscrits/Participation               | 28 344 | 89,41 |      |        |               |        |

| Parti | Parti | Députés                                                                                     |
| ----- | ----- | ------------------------------------------------------------------------------------------- |
|       | S     | - Björgvin G. Sigurðsson - Jón Gunnarsson (C) - Lúðvík Bergvinsson - Margrét Frímannsdóttir |
|       | D     | - Árni Ragnar Árnason - Drífa Hjartardóttir - Guðjón Hjörleifsson                           |
|       | B     | - Guðni Ágústsson - Hjálmar Árnason                                                         |
|       | F     | - Magnús Þór Hafsteinsson                                                                   |